# Apodrassodes guatemalensis
Apodrassodes guatemalensis är en spindelart som först beskrevs av F. O. Pickard-Cambridge 1899.  Apodrassodes guatemalensis ingår i släktet Apodrassodes och familjen plattbuksspindlar. Inga underarter finns listade i Catalogue of Life.